# Joseph Elmer Ritter

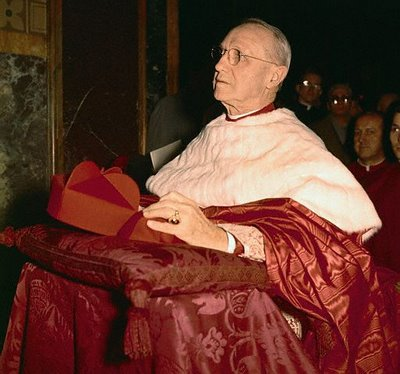
Kardinal Ritter in Cappa Magna bei seiner Erhebung zum Kardinal (Rom 1961)

Ritters Kardinalswappen

Joseph Elmer Kardinal Ritter (* 20. Juli 1892 in New Albany, Indiana, USA; † 10. Juni 1967 in St. Louis) war ein US-amerikanischer Geistlicher und Erzbischof von Saint Louis.

## Leben
Joseph Elmer Ritter wurde am 20. Juli 1892 in New Albany, Indiana, als Sohn von Nickolas und Bertha (geborene Luetta) Ritter geboren. Nach dem Studium im St. Meinard’s Priesterseminar empfing er am 30. Mai 1917 durch Bischof Joseph Chartrand für die Diözese Indianapolis die Priesterweihe. Bis 1933 war er in der Seelsorge tätig, danach als Rektor an der unvollendeten Kathedrale St. Peter und Paul.
Am 3. Februar 1933 wurde Ritter von Papst Pius XI. zum Weihbischof in Indianapolis und zum Titularbischof von Hippos ernannt. Die Bischofsweihe spendete ihm Bischof Chartrand am 28. März; Mitkonsekratoren waren der Bischof von Nashville, Alphonse John Smith, und der Bischof von Corpus Christi, Emmanuel Boleslaus Ledvina. Ein Jahr später, am 24. März 1934, trat Ritter die Nachfolge von Chartrand als Bischof von Indianapolis an. Während seiner Amtszeit organisierte er die katholische Caritas neu, gründete eine katholische Jugendorganisation und vollendete den Bau der Kathedrale. Er bekämpfte die Rassendiskriminierungen, indem er die ethnischen Gruppen in den kirchlichen Schulen integrierte, trotz des Widerstandes der weißen Einheimischen. Am 11. November 1944 wurde das Bistum Indianapolis zum Erzbistum erhoben und Ritter zum Erzbischof ernannt.
Papst Pius XII. ernannte Ritter am 20. Juli 1946 zum 4. Erzbischof von St. Louis. Obwohl er nicht so redegewaltig war wie sein Vorgänger John Kardinal Glennon, verstand er es, sein Bistum sehr gut zu führen, und setzte eigene Akzente wie die Bekämpfung der Rassendiskriminierung. 1947 verkündete er, dass die Rassentrennung an kirchlichen Schulen aufgehoben werde. Daraufhin versuchten einige Katholiken, Ritter zu verklagen, aber als Ritter sie darauf hinwies, dass eine Klage gegen einen Bischof vor einem weltlichen Gericht automatisch zu einer Exkommunikation führe, zogen sie ihre Anklage wieder zurück. Ritter war der erste Bischof, der eine diözesane Mission in La Paz, Bolivien organisierte. Die meisten Missionen übertrug er den Orden und die Bevölkerung unterstützte die Missionen mit Spenden.
Am 16. Januar 1961 wurde Erzbischof Ritter von Papst Johannes XXIII. zum Kardinal kreiert und zum Kardinalpriester von Santissimo Redentore e Sant’Alfonso in Via Merulana ernannt. Kardinal Ritter nahm an den Sitzungen des II. Vatikanischen Konzils (1962–1965) teil. Er protestierte auf dem Konzil gegen die Kurie und gegen den Entwurf über die Offenbarung von Kardinal Ottaviani. Bei seiner Rückkehr nach St. Louis erwarteten einige Katholiken von ihm, dass er die vorhandenen Verwaltungsstrukturen reformiere und den Priestern und Laien in der Diözesanführung eine größere Rolle einräume wie vom Konzil empfohlen wurde. Bevor er aber die Reformen ausführen konnte, starb er am 10. Juni 1967 im Alter von 74 Jahren an den Folgen eines Herzanfalls.